# The 100 (série de televisão)
The 100 (pronuncia-se The Hundred : "Os Cem") é uma série de televisão de drama e ficção científica norte-americana de 2014, desenvolvida por Jason Rothenberg para a emissora The CW, baseada no livro homônimo (primeiro livro da série literária) de Kass Morgan. Foi transmitida originalmente de 19 de março de 2014 a 30 de setembro de 2020, e protagonizada pela atriz Eliza Taylor e Bob Morley. 
A série foi oficializada no primeiro semestre de 2013, com ordem de 13 episódios para a primeira temporada, que estreou em 19 de março de 2014. A segunda temporada foi lançada em 22 de outubro de 2014, a terceira estreou no dia 21 de janeiro de 2016, a quarta temporada estreou em 1 de fevereiro de 2017, a quinta temporada estreou em 24 de abril de 2018 e a sexta temporada estreou em 30 de abril de 2019. Em 4 de agosto de 2019 foi anunciado que a sétima temporada seria a ultima da série.O anúncio foi feito pelo presidente da emissora, Mark Pedowitz, em coletiva da TCA (Associação de Críticos da TV dos EUA). A sétima e última temporada estreou em 20 de maio de 2020. 
No Brasil, a série foi exibida inicialmente pela MTV, e agora é exibida pela Warner Channel e encontra-se também disponível no serviço de streaming Netflix.
Em Portugal, a série é exibida agora no Biggs e encontra-se também disponível no serviço de streaming Amazon Prime Video.

## Sinopse
A série se passa 97 anos após uma guerra nuclear devastadora que dizimou quase toda a vida na Terra. Os sobreviventes conhecidos são os moradores de doze estações espaciais em órbita da Terra, que já viviam nesta antes do fim da guerra. As estações espaciais se uniram para formar uma única estação, chamada "Arca", onde cerca de 2 400 pessoas vivem sob a liderança do Chanceler Jaha. Os recursos são escassos e todos os crimes, não importando sua natureza ou gravidade, são puníveis com a morte por ejeção ao vácuo espacial ("flutuação"), a menos que o autor do crime seja menor de 18 anos.
Depois de detectarem uma falha crítica nos sistemas de suporte de vida da Arca, 100 (cem) prisioneiros juvenis são declarados "dispensáveis" e enviados de forma coercitiva para a superfície em uma última tentativa de determinar se a Terra se tornara habitável novamente em um programa chamado "Os 100" (que da nome a série). Os adolescentes chegam em um belo planeta que apenas avistaram do espaço. Era suposto que eles encontrassem refúgio e suprimentos em uma antiga instalação militar chamada Mount Weather, mas aterrissaram um pouco distantes dela.
Confrontando os perigos deste mundo novo acidentado, eles lutam para formar uma comunidade experimental. No entanto, eles descobrem que nem toda a humanidade no planeta foi exterminada; algumas pessoas, chamados de "Terrestres", sobreviveram à guerra. Os 100 jovens enviados encontram vários sobreviventes da guerra nuclear. Os primeiros sobreviventes encontrados, vivem em uma forma de sociedade tribal e guerreira, e dispostos a defenderem seu território se tornam hostis. Enquanto isso, a "Arca" tenta monitorar os sinais vitais dos jovens exploradores na Terra, mas passa por uma crise política interna, que se agrava conforme seus recursos de sobrevivência se tornam escassos. A descoberta se a Terra é habitável e uma possível evacuação torna-se uma corrida contra o tempo, assim como a luta por sobrevivência dos 100, que estão em guerra com os "Terrestres".

## Episódios
| Temporada | Temporada | Episódios | Episódios | Originalmente exibido  | Originalmente exibido  |
| Temporada | Temporada | Episódios | Episódios | Estreia da temporada   | Final da temporada     |
| --------- | --------- | --------- | --------- | ---------------------- | ---------------------- |
|           | 1         | 13        | 13        | 19 de março de 2014    | 11 de junho de 2014    |
|           | 2         | 16        | 16        | 22 de outubro de 2014  | 11 de março de 2015    |
|           | 3         | 16        | 16        | 21 de janeiro de 2016  | 19 de maio de 2016     |
|           | 4         | 13        | 13        | 1 de fevereiro de 2017 | 24 de maio de 2017     |
|           | 5         | 13        | 13        | 24 de abril de 2018    | 7 de agosto de 2018    |
|           | 6         | 13        | 13        | 30 de abril de 2019    | 6 de agosto de 2019    |
|           | 7         | 16        | 16        | 20 de maio de 2020     | 30 de setembro de 2020 |

### Piloto
O primeiro episódio, intitulado "Pilot", foi escrito por Jason Rothenberg e dirigido por Bharat Nalluri. O episódio foi exibido oficialmente em 19 de março de 2014 na emissora norte-americana The CW, e no Brasil foi exibido pelas emissoras MTV e Warner Channel.

### 1ª temporada (2014)
97 anos antes, um apocalipse nuclear dizimou o planeta Terra e destruiu a civilização. Os únicos sobreviventes foram os 2.400 habitantes de 12 estações espaciais que estavam em órbita durante o acontecimento. Depois de tantos anos, a população das aeronaves aumentou e os recursos estão quase acabando, o que pode significar o fim dos seres humanos. Por isso, os comandantes enviam para a Terra cem jovens prisioneiros, na tentativa de testar a situação no nosso planeta e descobrir se existe a possibilidade de retorno ao local. Além de lidarem com as próprias diferenças, o grupo precisa se unir para enfrentar os perigos que os aguardam por causa da radiação. Para complicar, tudo indica que eles não estão sozinhos.

### 2ª temporada (2014–2015)
Os 48 restantes dos 100 são levados para Mount Weather, onde descobrem uma comunidade de sobreviventes. É finalmente revelado que a equipe médica do local está extraindo sangue dos terrestres para se tratarem da radiação e medula óssea dos 48 para que eles finalmente sejam capazes de sobreviver no lado de fora. Enquanto isso, o restante dos habitantes da Arca conseguem aterrissar várias estações na Terra e iniciam uma aliança com os Terra-Firmes para salvar seus grupos.

### 3ª temporada (2016)
A Arkadia assume uma nova administração quando Pike, um ex-professor e mentor, é eleito como Chanceler no lugar de Kane e começa uma guerra com os Terra-Firmes. Uma inteligência artificial, chamada A.L.I.E., é revelada como responsável pelo apocalipse nuclear que devastou a Terra há 97 anos antes dos 100 voltarem para o planeta, e ela toma conta das mentes de quase todos na Arkadia e na Polis – a capital dos Terra-Firmes.

### 4ª temporada (2017)
Centenas de reatores nucleares em todo o mundo estão derretendo devido a décadas de negligência, tornando a Terra inabitável novamente. Clarke e os outros procuram maneiras de sobreviver à onda de radiação. Quando é descoberto que Sangues Noturnos, descendentes dos primeiros Sangues Noturnos, que incluem Becca Franco, a primeira Comandante e criadora de A.L.I.E., são imunes aos efeitos da radiação, Clarke e os outros tentam recriar a fórmula, mas suas tentativas falham. Um abrigo antigo é descoberto, o que pode proteger 1.200 pessoas por cerca de 5 anos; cada um dos doze clãs escolhe 100 pessoas para ficar no abrigo, enquanto um pequeno grupo decide voltar para o espaço e sobreviver nos restos da Arca. Clarke sobrevive a onda de radiação.

### 5ª temporada (2018)
Após seis anos no espaço e sem combustível para retornar, o pequeno grupo de sobreviventes que escaparam da onda de radiação avista uma estação espacial desconhecida, que lança uma nave para a Terra. Então, eles decidem invadir a estação para encontrar uma forma de retornar à Terra; no entanto, ao fazerem isso, descobrem que a tripulação da nave desconhecida é composta por prisioneiros e assassinos. Um acordo com esta tripulação permite o resgate de pessoas que ficaram presas dentro de um abrigo subterrâneo durante os seis anos após a onda de radiação. Agora, a Terra possui apenas um pequeno vale habitável, que passa a ser disputado em uma guerra entre os sobreviventes e a tripulação da nave.

### 6ª temporada (2019)
Por cinco temporadas, nossos heróis fizeram o que foi preciso para sobreviver na Terra… e nada funcionou. A terra era insustentável, e acabou perdida para sempre. O que não foi perdido: esperança. Depois de 125 anos dormindo, Clarke, Bellamy e os outros acordam para descobrir que não estão mais orbitando a Terra e foram levados para um novo mundo habitável, Alpha. Depois de desembarcar neste mundo, eles descobrem uma nova sociedade, liderada por famílias no poder conhecidas como Primes. No entanto, eles também descobrem novos perigos neste novo mundo, e um misterioso grupo rebelde, conhecido como Filhos de Gabriel. 

### 7ª temporada (2020)
A série foi renovada para uma sétima temporada contendo 16 episódios. Em 4 de agosto de 2019, Jason Rothenberg anunciou em seu Twitter que a sétima temporada seria a última da série, totalizando assim 100 episódios ao todo da série. A sétima temporada teve sua estreia em 20 de maio de 2020.

## Elenco e personagens
| Ator                | Personagem                      | Temporadas   | Temporadas   | Temporadas   | Temporadas   | Temporadas   | Temporadas   | Temporadas   | Total de Aparições |
| ------------------- | ------------------------------- | ------------ | ------------ | ------------ | ------------ | ------------ | ------------ | ------------ | ------------------ |
| Ator                | Personagem                      | 1            | 2            | 3            | 4            | 5            | 6            | 7            | Total de Aparições |
| Eliza Taylor        | Clarke Griffin                  | Principal    | Principal    | Principal    | Principal    | Principal    | Principal    | Principal    | 95 Eps.            |
| Marie Avgeropoulos  | Octavia Blake                   | Principal    | Principal    | Principal    | Principal    | Principal    | Principal    | Principal    | 95 Eps.            |
| Bob Morley          | Bellamy Blake                   | Principal    | Principal    | Principal    | Principal    | Principal    | Principal    | Principal    | 88 Eps.            |
| Paige Turco         | Abigail "Abby" Griffin          | Principal    | Principal    | Principal    | Principal    | Principal    | Principal    | Participação | 63 Eps.            |
| Henry Ian Cusick    | Marcus Kane                     | Principal    | Principal    | Principal    | Principal    | Principal    | Principal    |              | 59 Eps.            |
| Christopher Larkin  | Monty Green                     | Principal    | Principal    | Principal    | Principal    | Principal    | Participação |              | 53 Eps.            |
| Isaiah Washington   | Thelonious Jaha                 | Principal    | Principal    | Principal    | Principal    | Participação |              |              | 44 Eps.            |
| Devon Bostick       | Jasper Jordan                   | Principal    | Principal    | Principal    | Principal    |              |              |              | 41 Eps.            |
| Thomas McDonell     | Finn Collins                    | Principal    | Principal    |              |              |              |              |              | 22 Eps             |
| Eli Goree           | Wells Jaha                      | Principal    | Participação |              |              |              |              |              | 06 Eps.            |
| Lindsey Morgan      | Raven Reyes                     | Recorrente   | Principal    | Principal    | Principal    | Principal    | Principal    | Principal    | 78 Eps.            |
| Ricky Whittle       | Lincoln                         | Recorrente   | Principal    | Principal    |              |              |              |              | 29 Eps.            |
| Richard Harmon      | John Murphy                     | Recorrente   | Recorrente   | Principal    | Principal    | Principal    | Principal    | Principal    | 74 Eps.            |
| Luisa D'Oliveira    | Emori                           |              | Participação | Recorrente   | Principal    | Principal    | Principal    | Principal    | 44 Eps.            |
| Tasya Teles         | Echo                            |              | Participação | Participação | Recorrente   | Principal    | Principal    | Principal    | 45 Eps.            |
| Zach McGowan        | Roan                            |              |              | Recorrente   | Principal    |              |              | Participação | 17 Eps.            |
| Ivana Milicevic     | Charmaine Diyoza                |              |              |              |              | Principal    | Recorrente   | Recorrente   | 24 Eps.            |
| Shannon Kook        | Jordan Green                    |              |              |              |              | Participação | Principal    | Principal    | 19 Eps.            |
| Chuku Modu          | Gabriel Santiago                |              |              |              |              |              | Recorrente   | Principal    | 23 Eps.            |
| JR Bourne           | Russell Lightbourne / Sheidheda |              |              |              |              |              | Recorrente   | Principal    | 23 Eps.            |
| Shelby Flannery     | Hope Diyoza                     |              |              |              |              |              | Participação | Principal    | 14 Eps.            |
| Elenco Recorrente   |                                 |              |              |              |              |              |              |              |                    |
| Sachin Sahel        | Eric Jackson                    | Recorrente   | Recorrente   | Recorrente   | Recorrente   | Recorrente   | Recorrente   | Recorrente   | 68 Eps.            |
| Jarod Joseph        | Nathan Miller                   | Recorrente   | Recorrente   | Recorrente   | Recorrente   | Recorrente   | Recorrente   | Recorrente   | 67 Eps.            |
| Alessandro Juliani  | Jacapo Sinclair                 | Recorrente   | Recorrente   | Recorrente   | Participação |              |              |              | 20 Eps.            |
| Katie Stuart        | Zoe Monroe                      | Recorrente   | Recorrente   | Participação |              |              |              |              | 14 Eps.            |
| Genevieve Buechner  | Fox                             | Recorrente   | Recorrente   | Participação |              |              |              |              | 12 Eps.            |
| Dichen Lachman      | Anya                            | Recorrente   | Participação |              |              |              |              |              | 7 Eps.             |
| Aaron Miko          | John Mbege                      | Recorrente   |              | Participação |              |              |              |              | 6 Eps.             |
| Shane Symons        | Jones                           | Recorrente   |              | Participação |              |              |              |              | 5 Eps.             |
| Josh Ssettuba       | Connor                          | Recorrente   |              |              |              |              |              |              | 5 Eps.             |
| Terry Chen          | Shumway                         | Recorrente   |              |              |              |              |              |              | 4 Eps.             |
| Chelsey Reist       | Harper McIntyre                 | Participação | Recorrente   | Recorrente   | Recorrente   | Recorrente   |              |              | 41 Eps.            |
| Jojo Ahenkorah      | Costa                           | Participação | Recorrente   | Recorrente   | Recorrente   |              |              |              | 22 Eps.            |
| Keenan Tracey       | Sterling                        | Participação | Recorrente   |              |              |              |              |              | 7 Eps.             |
| Steve Talley        | Kyle Wick                       | Participação | Recorrente   |              |              |              |              |              | 5 Eps.             |
| Adina Porter        | Indra                           |              | Recorrente   | Recorrente   | Recorrente   | Recorrente   | Participação | Recorrente   | 54 Eps.            |
| Alycia Debnam-Carey | Lexa                            |              | Recorrente   | Recorrente   |              |              |              | Participação | 17 Eps.            |
| Chris Shields       | David Miller                    |              | Recorrente   | Participação | Recorrente   |              |              |              | 12 Eps.            |
| Ty Olsson           | Nyko                            |              | Recorrente   | Recorrente   | Participação |              |              |              | 10 Eps.            |
| Toby Levins         | Carl Emerson                    |              | Recorrente   | Participação |              |              |              |              | 10 Eps.            |
| Eve Harlow          | Maya Vie                        |              | Recorrente   |              |              |              | Participação |              | 12 Eps.            |
| Raymond J. Barry    | Dante Wallace                   |              | Recorrente   |              |              |              |              |              | 10 Eps.            |
| Johnny Whitworth    | Cage Wallace                    |              | Recorrente   |              |              |              |              |              | 9 Eps.             |
| Rekha Sharma        | Lorelei Tsing                   |              | Recorrente   |              |              |              |              |              | 9 Eps.             |
| Kendall Cross       | Byrne                           |              | Recorrente   |              |              |              |              |              | 8 Eps.             |
| Aleks Paunovic      | Gustus                          |              | Recorrente   |              |              |              |              |              | 4 Eps.             |
| Nick Hunnings       | Lee                             |              | Recorrente   |              |              |              |              |              | 4 Eps.             |
| Erica Cerra         | A.L.I.E. / Becca Franco         |              | Participação | Recorrente   | Participação | Participação | Participação | Participação | 22 Eps.            |
| Jonathan Whitesell  | Bryan                           |              |              | Recorrente   | Participação |              |              |              | 10 Eps.            |
| Michael Beach       | Charles Pike                    |              |              | Recorrente   |              |              | Participação |              | 13 Eps.            |
| Rhiannon Fish       | Ontari                          |              |              | Recorrente   |              |              |              |              | 9 Eps.             |
| Donna Yamamoto      | Hannah Green                    |              |              | Recorrente   |              |              |              |              | 9 Eps.             |
| Neil Sandilands     | Titus                           |              |              | Recorrente   |              |              |              |              | 6 Eps.             |
| Shaine Jones        | Shawn Gillmer                   |              |              | Recorrente   |              |              |              |              | 5 Eps.             |
| Cory Gruter-Andrew  | Aden                            |              |              | Recorrente   |              |              |              |              | 4 Eps.             |
| Jessica Harmon      | Niylah                          |              |              | Participação | Recorrente   | Recorrente   | Recorrente   | Recorrente   | 32 Eps.            |
| Nadia Hilker        | Luna                            |              |              | Participação | Recorrente   |              |              |              | 7 Eps.             |
| Tati Gabrielle      | Gaia                            |              |              |              | Recorrente   | Recorrente   | Recorrente   | Recorrente   | 29 Eps.            |
| Chai Hansen         | Ilian                           |              |              |              | Recorrente   |              |              |              | 7 Eps.             |
| Ben Sullivan        | Riley                           |              |              |              | Recorrente   |              |              |              | 6 Eps.             |
| Lola Flanery        | Madi Griffin                    |              |              |              | Participação | Recorrente   | Recorrente   | Recorrente   | 33 Eps.            |
| St. John Myers      | Ethan Hardy                     |              |              |              | Participação | Recorrente   |              |              | 5 Eps.             |
| Jordan Bolger       | Miles Shaw                      |              |              |              |              | Recorrente   | Participação |              | 11 Eps.            |
| William Miller      | Paxton McCreary                 |              |              |              |              | Recorrente   |              |              | 11 Eps.            |
| Kyra Zagorsky       | Kara Cooper                     |              |              |              |              | Recorrente   |              |              | 7 Eps.             |
| Barbara Beall       | Brell                           |              |              |              |              | Recorrente   |              |              | 6 Eps.             |
| Mike Dopud          | Michael Vinson                  |              |              |              |              | Recorrente   |              |              | 5 Eps.             |
| Sara Thompson       | Josephine Lightbourne           |              |              |              |              |              | Recorrente   | Participação | 9 Eps.             |
| Karen Holnes        | Blythe Ann Workman              |              |              |              |              |              | Recorrente   | Participação | 9 Eps.             |
| Dean Marshall       | Jae Workman                     |              |              |              |              |              | Recorrente   | Participação | 9 Eps.             |
| Tattiawna Jones     | Simone Lightbourne              |              |              |              |              |              | Recorrente   |              | 10 Eps.            |
| Bethany Brown       | Jade                            |              |              |              |              |              | Recorrente   |              | 9 Eps.             |
| Thomas Cocquerel    | Ryker Desai                     |              |              |              |              |              | Recorrente   |              | 6 Eps.             |
| Lucia Walters       | Miranda Mason                   |              |              |              |              |              | Recorrente   |              | 6 Eps.             |
| Ashleigh LaThrop    | Priya Desai                     |              |              |              |              |              | Recorrente   |              | 5 Eps.             |
| Kat Ruston          | Sierra                          |              |              |              |              |              | Recorrente   |              | 5 Eps.             |
| Sarah-Jane Redmond  | Kaylee Lee                      |              |              |              |              |              | Recorrente   |              | 4 Eps.             |
| Lee Majdoub         | Nelson                          |              |              |              |              |              | Participação | Recorrente   | 10 Eps.            |
| Tom Stevens         | Trey                            |              |              |              |              |              | Participação | Recorrente   | 7 Eps.             |
| Alaina Huffman      | Nikki                           |              |              |              |              |              |              | Recorrente   | 8 Eps.             |
| Jason Diaz          | Levitt                          |              |              |              |              |              |              | Recorrente   | 7 Eps.             |
| Adam Lolacher       | Jeremiah                        |              |              |              |              |              |              | Recorrente   | 7 Eps.             |
| Xavier de Guzman    | Knight                          |              |              |              |              |              |              | Recorrente   | 7 Eps.             |
| Neal McDonough      | Anders                          |              |              |              |              |              |              | Recorrente   | 5 Eps.             |
| Jonathan Scarfe     | Doucette                        |              |              |              |              |              |              | Recorrente   | 4 Eps.             |

## Recepção

### Crítica
O episódio piloto foi assistido por uma audiência estimada em 2.73 milhões de telespectadores. Sendo considerada a mais assistida em seu horário na emissora The CW desde 2010, com a série Life Unexpected.
No site Rotten Tomatoes, a primeira temporada da série foi avaliada como "fresh", com 72% da crítica especializada avaliando-a positivamente, com um consenso de que "embora seja inundada de estereótipos, a atmosfera de suspense ajuda a tornar The 100 um raro prazer culpado altamente conceituado". No site agregador de arte Metacritic, a primeira temporada possui uma avaliação de 63/100, indicando "críticas geralmente favoráveis".
A segunda temporada recebeu críticas mais favoráveis, com 100% no site Rotten Tomatoes. Em uma crítica do último episódio da segunda temporada, Kyle Fowle, do jornal The A.V. Club, disse: "Poucas séries conseguem empurrar os limites do compromisso moral de uma forma que parece legitimamente difícil. Breaking Bad fez isso. The Sopranos fez isso. Game of Thrones fez isso. Essas séries nunca recuam da escuridão filosófica de seus mundos, recusando-se a prover um final feliz e arrumado se não achar certo. Com o episódio "Blood Must Have Blood, Part Two", The 100 fez o mesmo, não evitou tratar das estacas moralmente complexas que passou a temporada inteira construindo".
Maurice Ryan, do site The Huffington Post, em outra crítica positiva, escreveu: "Posso dizer com toda certeza que raramente vejo um programa demonstrar o tipo de consistência e dedicação temática que The 100 tem demonstrado em suas duas primeiras temporadas. Esta é uma série sobre escolhas morais e as consequências dessas escolhas, e tem estado louvavelmente comprometida com essas ideias desde seu primeiro dia."
A terceira temporada também recebeu críticas bastante favoráveis, porém, uma porcentagem menor da crítica especializada a avaliou positivamente, com 89% no Rotten Tomatoes. No site IMDb, recebeu 7.8/10 pelas avaliações de seus usuários. O site Entertainment Weekly foi o primeiro a divulgar a crítica da terceira temporada de The 100: "O desenrolar dos efeitos colaterais na terceira temporada expande o mundo e rende temas ressonantes como xenofobia, terrorismo, inteligência artificial e religião".
A quarta temporada foi segunda com melhor critica especializada da série, com 92% no site Rotten Tomatoes, esta temporada de The 100 recompensa os espectadores de longa data com um olhar mais profundo sobre seus personagens favoritos, além de adicionar nuances e profundidades excepcionais às suas circunstâncias emocionantes. A revista Forbes, um dos meios de comunicação de maior influência mundial, teceu alguns elogios ao episódio final da série, na matéria com o título "Toda série deve aprender com The 100 como fazer um cliffhanger de final de temporada perfeito", o jornalista Paul Tassi disse que o gancho do último episódio "é um dos cliffhangers de final de temporada mais bem orquestrados que já assisti".

### Audiência
| Temporada | Temporada | Ep. 1 | Ep. 2 | Ep. 3 | Ep. 4 | Ep. 5 | Ep. 6 | Ep. 7 | Ep. 8 | Ep. 9 | Ep. 10 | Ep. 11 | Ep. 12 | Ep. 13 | Ep. 14 | Ep. 15 | Ep. 16 |
| --------- | --------- | ----- | ----- | ----- | ----- | ----- | ----- | ----- | ----- | ----- | ------ | ------ | ------ | ------ | ------ | ------ | ------ |
|           | 1         | 2.73  | 2.27  | 1.90  | 1.69  | 1.80  | 1.97  | 1.88  | 1.64  | 1.73  | 1.46   | 1.71   | 1.58   | 1.68   | N/A    | N/A    | N/A    |
|           | 2         | 1.54  | 1.48  | 1.68  | 1.75  | 1.64  | 1.86  | 1.62  | 1.40  | 1.48  | 1.53   | 1.51   | 1.36   | 1.42   | 1.55   | 1.49   | 1.34   |
|           | 3         | 1.88  | 1.63  | 1.57  | 1.32  | 1.36  | 1.41  | 1.39  | 1.20  | 1.23  | 1.13   | 1.08   | 1.15   | 1.27   | 1.13   | 1.17   | 1.29   |
|           | 4         | 1.21  | 1.01  | 1.05  | 1.00  | 1.02  | 0.98  | 0.90  | 0.97  | 0.81  | 0.85   | 0.86   | 0.83   | 0.91   | N/A    | N/A    | N/A    |
|           | 5         | 1.43  | 1.02  | 1.08  | 1.07  | 0.94  | 0.92  | 0.83  | 0.73  | 0.89  | 0.86   | 0.85   | 0.88   | 0.99   | N/A    | N/A    | N/A    |
|           | 6         | 0.86  | 0.81  | 0.82  | 0.73  | 0.73  | 0.64  | 0.72  | 0.63  | 0.70  | 0.57   | 0.54   | 0.61   | 0.59   | N/A    | N/A    | N/A    |
|           | 7         | 0.80  | 0.76  | 0.71  | 0.63  | 0.68  | 0.57  | 0.64  | 0.67  | 0.60  | 0.47   | 0.58   | 0.54   | 0.59   | 0.63   | 0.52   | 0.61   |